# Spišská Magura

Vnější Západní Karpaty, Spišská Magura vyznačena červeným polem

Spišská Magura je flyšové pohoří nacházející se na severním Slovensku, součást Podhôľno-magurské oblasti. Sousedí z jihu s Podtatranskou brázdou, Tatrami a Podtatranskou kotlinou, z východu s Levočskými vrchy a Spišsko-šarišským mezihořím a na severu s Pieninami. Západní a část severní hranice tvoří státní hranice s Polskem.

## Geografie
Spišská Magura se dělí na dva geomorfologické podcelky: Repisko na jihozápadě a Veterný vrch na severu. Hranice mezi nimi vede údolím Rieky a přes Magurské sedlo. Nejvyšším vrcholem pohoří je Repisko (1259 m) v jihozápadní okrajové části pohoří.
Hlavní hřeben podcelku Repisko vede po linii Repisko – Magurka – Bukovina – Smrečiny – Spádik – Magurské sedlo – Javor – Toporecké sedlo, kde navazuje na hlavní hřeben podcelku Veterný vrch – Kameniarka – Riňava – Veterný vrch (nejvyšší vrch stejnojmenného podcelku, 1101,2 m).
Seznam všech tisícimetrových vrcholů ukazuje Seznam vrcholů ve Spišské Maguře.

## Vodstvo
Pohoří je rozdělené údolími potoků a říček: Frankovský potok, Rieka, Jordanec, Lesniansky potok, Toporský potok, Šoltýsa a další. Údolí Dunajce na severu je hranicí s Pieninami, toky Javorinky a Bielé s Tatrami a v údolí Popradu, v tzv. Ružbašské bráně se stýká s pohořím Levočské vrchy.
V části Osturnianská brázda a na přilehlých svazích Spišské magury se zachovalo více jezer sesuvného charakteru. Např. Malé jazero, Veľké jazero, Ksenino jazierko, Osturnianske jazero. V podcelku Repisko se zachovalo Jezerské jazero také sesuvného charakteru. Na styku pohoří s kotlinami vyvěrají minerální prameny (Vyšné Ružbachy, Toporec).